# ウィンター (歌手)
ウィンター（윈터、本名：キム・ミンジョン(김민정)、2001年1月1日 -）は、大韓民国の歌手、aespaのメインボーカル・サブラッパー、GOT the beatのメンバー。身長163cm、血液型A型。

## 生い立ち
21世紀初日の2001年1月1日に釜山広域市南浦洞で生まれた。幼少期は慶尚南道梁山市で過ごした。彼女は大韓民国国軍一家に生まれ、父親、兄、親戚数名は全員軍人である。そのため、彼女も当初は軍人になることを夢見ていた。
梁山三星中学校に通い、数学を得意とする勤勉な生徒として、他の生徒たちから人気があり、副会長に選出されたこともあった。また、ピアノやギターなどの楽器を学び、ボウリング、剣道、フェンシング、バスケットボール、バドミントンなどのスポーツもしていた。学校のダンスクラブにも所属していた。梁山女子高等学校に通い、2016年に学校のダンスフェスティバルにてパフォーマンスを披露している際に、SMエンタテインメントからスカウトされた。スカウトされる前は歌手になりたいという願望を両親に打ち明けたことがなかったため、オーディションを受けるという決断に両親は驚いたという。その後、オーディションに合格し、高校を中退してすぐに練習生活を始める。また、General Educational Developmentの試験も受験し、合格した。
ボーカルに関しては、2023年に退社するまでSMエンターテインメントのプロデューサーを長年務めたユ・ヨンジンを含む社内ボーカル・コーチによって鍛えられた。また、ワッキングを専門とする韓国のダンサー、Waackxxxyの生徒でもあった。

## 略歴
2020年11月17日、aespaのメンバーとしてデビュー。
2022年1月1日、ガールズユニットプロジェクト「Girls On Top」の第1弾ユニット「GOT the beat」のメンバーとして活動を開始。
2023年コスメブランド「Mamonde」のアンバサーとして就任。
2024年10月9日、aespaのライブで披露したソロ曲「Spark」をリリース。

## 私生活
本貫は金海金氏三賢派22代目 。仏教徒であるが、ウィンター自身は特に信心深くないと述べている。

## 作品

### コラボレーション
| タイトル                                       | 年   | 各国のチャート順位 | アルバム                         |
| タイトル                                       | 年   | KOR DL.            | アルバム                         |
| ---------------------------------------------- | ---- | ------------------ | -------------------------------- |
| "Jet"                                          | 2022 | 108                | 2022 Winter SMTOWN : SMCU PALACE |
| "Priority"                                     | 2022 | 57                 | 2022 Winter SMTOWN : SMCU PALACE |
| "Floral Sense" (with イェソン)                 | 2023 | 62                 | Floral Sense                     |
| "Win for You" (with イム・シワン)              | 2023 | 185                |                                  |
| "Nobody" (with ソヨン ((G)I-DLE) ・リズ (IVE)) | 2023 | 11                 |                                  |
| "—" は、未発売または、チャート圏外を示します。 |      |                    |                                  |

### サウンドトラック
| タイトル                                       | 年   | 各国のチャート順位 | アルバム          |
| タイトル                                       | 年   | KOR                | アルバム          |
| ---------------------------------------------- | ---- | ------------------ | ----------------- |
| "Once Again" (with ニンニン)                   | 2022 | 119                | Our Blues OST     |
| "Voyage" (항해)                                | 2023 | 130                | Castaway Diva OST |
| "With You"                                     | 2023 | 未公表             | My Demon OST      |
| "—" は、未発売または、チャート圏外を示します。 |      |                    |                   |